# Buenavista, San Pedro Teozacoalco
Buenavista är en ort i Mexiko.   Den ligger i kommunen San Pedro Teozacoalco och delstaten Oaxaca, i den sydöstra delen av landet, 300 km sydost om huvudstaden Mexico City. Buenavista ligger 1 669 meter över havet och antalet invånare är 115.
Terrängen runt Buenavista är kuperad åt sydost, men åt nordväst är den bergig. Runt Buenavista är det glesbefolkat, med 12 invånare per kvadratkilometer. Närmaste större samhälle är San Antonio Huitepec, 17,7 km sydost om Buenavista. I omgivningarna runt Buenavista växer huvudsakligen savannskog.